# دیگه هیچوقت نمی‌خوام عاشق بشم
«دیگه هیچوقت نمی‌خوام عاشق بشم» (انگلیسی: I'll Never Love Again) ترانه‌ای از فیلم ۲۰۱۸ ستاره‌ای متولد شده‌است است که توسط لیدی گاگا و بردلی کوپر اجرا شده‌است. گاگا این ترانه را با ناتالی همبی، هیلری لینزی و آرون ریتیر سروده‌است؛ و هر دو قطعه با نسخه متفاوت بردلی کوپر توسط لیدی گاگا و بنجامین رایس تهیه شده‌است. این ترانه در ۲۷ مه ۲۰۱۹ به‌عنوان سومین تک‌آهنگ آلبوم موسیقی متن منتشر شد.